# Clássico do Cariri
Clássico do Cariri é o nome comumente dado aos confrontos entre o rubro-negro Guarani e os alviverdes Icasa EC (até 1998) e ADRC Icasa (desde 2002), sendo assim, o grande clássico futebolístico da cidade de Juazeiro do Norte, no estado do Ceará.

## Histórico
Para se entender a rivalidade entre clubes de futebol na cidade de Juazeiro do Norte, primeiramente devem ser levados em consideração certos fatos da história do futebol local. A compreensão do que seria este dérbi de Juazeiro pressupõe ter em mente que dita rivalidade tem sido, ao longo da história, disputada pelo Guarani, de um lado, e por dois clubes chamados Icasa (Icasa EC, extinto; e a atual ADRC Icasa), de outro. É considerado como sendo um dos maiores clássicos do futebol cearense, tendo como seu grande palco o Romeirão, que é dividida por ambas equipes.

## Primeiras Vitórias
A primeira edição oficial do dérbi ocorreu em 4 de fevereiro pelo Campeonato Cearense os estreantes no estadual de 1973 terminou com uma vitória do Icasa Esporte Clube, por 3 a 2, Zé Nilton, Dote e Manoelzinho para a equipe alviverde, e Zé Nilo e Wilson descontaram para o Guaraju.
A primeira vitória oficial rubro-negra veio no dia 8 de maio de 1977, pondo fim a um jejum de sete jogos sem ganhar do rival, com uma vitória por 1 a 0.

## Tabus

### Tabu rubro-negro
Foi no ano de 1977 que o Leão do Mercado iniciou sua maior série invicta sobre o alviverde. Depois de perder no dia 28 de agosto, foram 14 jogos consecutivos, sendo sete vitórias e sete empates, com 13 gols anotados e apenas seis sofridos. O tabu foi quebrado no dia 24 de maio de 1981, quando o Icasa voltou a vencer o rival, pelo placar de 1 a 0.
Na década de 80, surge um novo tabu: o Leão do Mercado ficou 12 partidas sem perder para o rival de 4 de agosto de 1985 a 18 de fevereiro de 1990, com seis vitórias e seis empates, 15 gols pró e seis contra.

### Tabu icasiano
Entre 1996 e 2011, O Icasa passou 15 anos sem perder para o Leão do Mercado. Foram disputados 26 jogos, sendo 12 destes pela Primeira Divisão, oito pela 2ª Divisão, dois amistosos, dois pela Copa da Integração e dois pela Copa Fares Lopes.

## Maior Goleada

### Maior goleada leonina
No dia 24 de março de 2011, ocorreu a maior vitória leonina por 4 a 0, e em 4 de maio de 1986, outra vitória, dessa vez por 4 a 1.
No dia 13 de maio de 2017, pela final da Copa Mauriti (torneio não oficial realizado em Mauriti), o Guarani venceu o Icasa por 4 a 0.

### Maior goleada icasiana
As maiores goleada aplicada pelos icasianos sobre o Guarani em jogos oficiais foram, pela Primeira Divisão cearense, em 2015, uma vitória por 3 a 0 e pela Copa Fares Lopes, em 2014, uma vitória também por 3 a 0.
No dia 18 de junho de 2023, ocorreu a maior vitória icasiana contando jogos oficiais e não oficiais, sendo uma goleada por 4 a 0.

## Comparação em títulos
- ADRC Icasa

| ESTADUAIS  | ESTADUAIS                                | ESTADUAIS | ESTADUAIS                                                |
|            | Competição                               | Títulos   | Temporadas                                               |
| ---------- | ---------------------------------------- | --------- | -------------------------------------------------------- |
|            | Campeonato Cearense                      | 1         | 1992*                                                    |
|            | Copa Fares Lopes                         | 2         | 2014 e 2021                                              |
|            | Campeonato Cearense - Série B            | 3         | 2003, 2010 e 2020                                        |
|            | Taça Padre Cícero                        | 2         | 2014 e 2015                                              |
| MUNICIPAIS |                                          |           |                                                          |
|            | Competição                               | Títulos   | Temporadas                                               |
|            | Campeonato Citadino de Juazeiro do Norte | 9         | (1963, 1965, 1966, 1967, 1968, 1969, 1970, 1971 e 1972)* |

- Guarani Esporte Clube

| ESTADUAIS  | ESTADUAIS                     | ESTADUAIS | ESTADUAIS                                       |
|            | Competição                    | Títulos   | Temporadas                                      |
|            | Copa Fares Lopes              | 2         | 2012 e 2016                                     |
| ---------- | ----------------------------- | --------- | ----------------------------------------------- |
|            | Campeonato Cearense - Série B | 3         | 2004, 2006 e 2022                               |
|            | Campeonato Cearense - Série C | 1         | 2021                                            |
|            | Taça Padre Cícero             | 3         | 2011, 2016 e 2017                               |
| MUNICIPAIS |                               |           |                                                 |
|            | Competição                    | Títulos   | Temporadas                                      |
|            | Campeonato Juazeirense        | 8         | 1941, 1942, 1943, 1960, 1961, 1962, 1964 e 1980 |

 Campeão invicto

### Outras Conquistas
- Campeão do Torneio Santos Dumont (Torneio promovido pela FCF): 1974
- Campeão da Copa Mauriti (Torneio não oficial realizado na cidade de Mauriti) : 2017[7]

### Campanhas de Destaque
- Vice-campeão do Campeonato Cearense: 2011
- Vice-campeão da Taça Cidade de Fortaleza (Segundo Turno do Campeonato Cearense) : 2011
- 4º Colocado do Campeonato Cearense: 1979
- 5ª Colocado do Campeonato Cearense: 1992
- Vice-campeão da Copa Fares Lopes: 2011 e 2015
- 4º Colocado do Campeonato Cearense: 2015 e 2017
- 3º Colocado do Campeonato Cearense: 2016